# Archidiecezja Himsu (melchicka)
Archidiecezja Himsu (łac. Archidioecesis Hemesenus Graecorum Melkitarum (-Epiphaniensis-Iabrudensis)) – archidiecezja Kościoła melchickiego w Syrii, podległa bezpośrednio melchickiemu patriarsze Antiochii. Została ustanowiona 4 marca 1849 roku.